# آرتور دالالویان
آرتور هراچی دالالویان (روسی: Артур Грачьевич Далалоян؛ ارمنی: Արթուր Հրաչի Դալալոյան؛ ۲۶ آوریل ۱۹۹۶) ژیمناست هنری ارمنی‌تبار اهل روسیه است که در مسابقات کشوری و بین‌المللی در مجموع برندهٔ ۹ مدال طلا، ۶ مدال نقره و ۵ مدال برنز شده‌است.

## یادداشت
1. ↑  Valery Alfosov
2. ↑  Aleksandr Kalinin